# Coleophora versurella
Coleophora versurella — вид лускокрилих комах родини чохликових молей (Coleophoridae).

## Поширення
Вид поширений на всій території Європи. Зафіксований також в Аргентині, Індії, Об'єднаних Арабських Еміратах та Омані. Присутній у фауні України. Трапляється в степових та антропогенних біотопах.

## Опис
Розмах крил 11—15 мм. Забарвлення крил жовте. Від інших видів чохликових молей можна відрізнити лише за будовою геніталій.

## Спосіб життя
Імаго літають з червня по вересень. Личинки на пізніх стадіях живуть у чохликах. Живляться насінням лутиги, лободи, солонянки та щириці.